# Gerrit Confurius
Gerrit Confurius (* 12. Februar 1946 in Lübeck) ist ein deutsch-niederländischer Schriftsteller. Er studierte Germanistik in Hamburg, Wien, München. Nach einer Tätigkeit als Lektor bei Greno war er Redakteur der Bauwelt; dann Chefredakteur der Zeitschrift Daidalos.

## Leben
Gerrit Confurius wuchs in Lübeck auf, wo er auch lebte bis zum Beginn des Studiums der Germanistik und der Soziologie in Kombination mit Theatergeschichte, Philosophie und Kunstgeschichte in Hamburg, Wien und München, das er 1980 an der Ludwig-Maximilians-Universität München abschloss. Er wurde mit einer Arbeit zur Geistesgeschichte der Architektur promoviert. Für seine Publikation Sabbioneta oder die schöne Kunst der Stadtgründung erhielt er 1982 den Literatur-Förderpreis der Stadt München. Nach einer Zeit freiberuflicher Tätigkeit mit zahlreichen Reisen kreuz und quer durch Europa und einigen Publikationen stieß er 1986 als Lektor zum Greno-Verlag in Nördlingen, für den er bis zu dessen Auflösung 1989 vor allem Fotobände betreute. Anschließend war er Redakteur der Wochenzeitschrift Bauwelt in Berlin. 1994 übernahm er von Ulrich Conrads die Leitung des Daidalos – Berlin Architectural Journal, mit Werner Oechslin, Gerhard Auer, Jan Pieper, Gert Mattenklott, Ulrich Conrads, anfangs auch Wolfgang Meisenheimer und Günther Feuerstein, später mit Bart Lootsma. 1998 erwog die Fa. Bertelsmann die Einstellung wegen des drastischen Rückgangs des Anzeigen-Aufkommens. Die Zeitschrift ging dann zum Verlag Gordon & Breach über, bis sie 2000 im Zuge einer Verkleinerung des Verlages eingestellt wurde. Es folgten freiberufliche Tätigkeiten – diverse Vorträge in Frankfurt am Main, Graz, Wien, Lissabon, Hamburg und Lübeck – und Zeitschriften-Artikel, vornehmlich zu architektonischen und städtebaulichen Themen in Zeitschriften (Wespennest, Am Erker, Werk und Zeit, Architecture d’Aujourd’hui, Archithese, Werk Bauen und Wohnen), und Tageszeitungen (FAZ, Der Standard). Ein Lehrauftrag für Sozialwissenschaft an der Fachhochschule Görlitz ging über 3 Semester. 2001 war er – in Zusammenarbeit mit Paula Martins Barata (Promontorio), Luis Tavarez Pereira (Aindaarquitetura) und Nuno Grande (Universität Coimbra) – maßgeblich beteiligt an der Organisation eines dreitägigen Symposions zu Architektur und Städtebau in Porto anlässlich der Ernennung zur Europäischen Kulturhauptstadt. In dem Essay zum Fotoband von Isolde Ohlbaum Denn alle Lust will Ewigkeit behandelt er die Geschichte der Friedhöfe und der Grabskulpturen und im Besonderen das zeitlich und räumlich begrenzt auftretende Phänomen erotischer Grabskulpturen. Einen zweiten Themenschwerpunkt bilden theoretische Konzepte der persönlichen Krise und das Angebot an sinnstiftenden Narrativen. Dieser Themenbereich kommt zur Sprache im „Pinocchio-Effekt“ und im „Ichzwang“.
Gerrit Confurius lebt als freier Autor in Berlin. Er war verheiratet mit Chun Mei Tan und ist Vater von Lucas Confurius, Henriette Confurius und Carl Confurius.

## Auszeichnungen
- 1982: Literatur-Förderpreis der Stadt München  Für seine Publikation „Sabbioneta oder die schöne Kunst der Stadtgründung“.

## Veröffentlichungen (Auswahl)
- 1979: Klaus Störtebeker, in: Unter dem Pflaster liegt der Strand Nr. 6, Frankfurt/Main
- 1983: Sabbioneta – oder die schöne Kunst der Stadtgründung, (Hanser) München[10]
- 1985: Stipendiat und Münchener Literatur Förderpreis.
- 1986: Gemeinsam mit Isolde Ohlbaum (Fotografie), Denn alle Lust will Ewigkeit, (Greno) Nördlingen 1986[11]
- 1986: Sentimentale Reise durch den Münchner Norden, in: Stadtbauwelt 91.
- Bw 7/8, 1986: Rationalismus im Faschismus. Zwei vergessene sozialpolitische Experimente im Italien der 30er Jahre: die Colonie und Sabaudia.
- Juni – Oktober 1990: Katalogbeitrag zur Karlsruher Ausstellung Idealstadt: Sabbioneta. Karlsruhe, Juni – Oktober.
- Bw 13, 1990: Zwei Kanäle (in Italien und in Paris): Canal St. Martin in Paris.
- Bw 41, 1990, Lusthäuser am Wasser (Die Vechtstreek in Holland).
- 1991: 2. Auflage bei Fischer Tabu, Frankfurt/Main.
- Bw 29/30, 1991, Lübeck.
- Bw 1/2, 1992, Paris.
- März 1993: Die Stadt der Linien. Zum Konzept der Bandstadt, in: Daidalos Nr.  47 Wege.
- März 1995: Schwere See und schweres Wasser. Wasserzeichen bei Edgar Allan Poe und Andrej Tarkowski, in: Daidalos Nr. 55, Wasserkünste.
- Dezember 1995: Die Innenarchitektur der Gedächtniskunst, in: Daidalos Nr. 58 Memoria.
- Dezember 1996: Die Hotelhalle als Lücke, in: Daidalos Nr. 62 Übernachten.
- März 1997: Jules Vernes Krater-Architektur, in: Daidalos Nr. 63 Extreme der Topographie.
- 1999: Flughafen Tempelhof von Ernst Sagebiel, in: Das XX. Jahrhundert. Ein Jahrhundert Kunst in Deutschland. Architektur in Berlin. DuMont, Köln
- 2000: Versuch eines gesamtdeutschen Neuanfangs: Ordnung zu schaffen in der verzweifelten Unordnung. Hans Scharoun als Stadtplaner, in: Stadt der Architektur der Stadt, Berlin 1900–2000. Nicolai.[12]
- März 2004: Meine Regierung hat kein Interesse mehr am Schönen. Raketen sind besser als Akademien. Wie Castro die Kubaner schließlich doch nicht zu Künstlern bildete, in FAZ.
- August 2003: Erste und zweite Klasse. Havanna zerfällt in Zonen der Rekonstruktion und in Zonen des Vergessens, in: Der Standard, Wien.
- November 2004: Alltäglicher Situationismus, Topos Raum, Akademie der Künste, Berlin.
- Bw21, 2005: Casa da Musica in Porto.
- 2008: Venedigs Zweites Gesicht, in: Am Erker Nr. 55. Münster.
- 2009: Der Pinocchio-Effekt. Vom Eigensinn des Ich in einer verkehrten Welt. Sonderzahl, Wien.
- 2011: Ichzwang. Matthes & Seitz, Berlin.
- 2017: Architektur und Geistesgeschichte. Der intellektuelle Ort der europäischen Baukunst. Transcript, Bielefeld.
- 2020: Die Krise als schöne Kunst betrachtet. Sonderzahl, Wien.